# Ilias Bronkhorst
Ilias Bronkhorst (Haarlem, 10 mei 1997) is een Nederlands voetballer die doorgaans als verdediger speelt. In de zomer van 2024 maakte hij transfervrij de overstap van FC Dordrecht naar Excelsior.

## Carrière

### Koninklijke HFC
Ilias Bronkhorst speelde in de jeugd van SV Zandvoort, IJ.V.V. Stormvogels, wederom SV Zandvoort en Koninklijke HFC, waar hij in het seizoen 2016/17 in het tweede elftal speelde. Het seizoen erna maakte hij de overstap naar het eerste elftal, waar hij zeventien wedstrijden in de Tweede divisie speelde.

### Telstar
In 2018 maakte hij de overstap naar Telstar, waar hij in het betaald voetbal debuteerde. Dit was op 31 augustus 2018, in de met 2-0 gewonnen thuiswedstrijd tegen Jong FC Utrecht. Bronkhorst kwam in de 70e minuut in het veld voor Melle Springer. In het derde seizoen groeide Bronkhorst uit tot belangrijke kracht bij Telstar. Hij kwam tot 33 duels dat seizoen, niet alleen als rechtsback, maar ook als centrale verdediger, buitenspeler en spits. Hij scoorde mede door zijn gedeeltelijke positiewisseling tien doelpunten dat seizoen. In drie seizoenen kwam Bronkhorst tot 59 wedstrijden voor Telstar, waarin hij elf keer scoorde.

### N.E.C.
Op 27 mei 2021 maakte N.E.C. bekend dat het Bronkhorst had aangetrokken. Hij tekende een contract voor twee seizoenen met een optie op nog een seizoen. Op 14 augustus 2021 maakte Bronkhorst zijn debuut in het met 5-0 verloren openingsduel tegen Ajax. Hij werd gehaald als back-up voor Bart van Rooij op rechtsback, maar viel door zijn veelzijdigheid ook vaak in als spits. Op 3 april 2022 tegen SC Cambuur (2-1 overwinning) startte hij voor de eerste en enige keer dat seizoen in de basis in de Eredivisie, door ziekte van Van Rooij. In zijn tweede seizoen kwam hij slechts tot zes wedstrijden, allen als invaller. Na twee seizoenen werd zijn contract niet verlengd en bleef hij steken op 21 wedstrijden voor N.E.C.

### FC Dordrecht
In augustus 2023 verbond Bronkhorst zich voor een seizoen aan FC Dordrecht, uitkomend in de Eerste divisie. Hij maakte op 25 augustus zijn debuut tegen MVV Maastricht (2-2). Op 20 oktober scoorde hij tijdens een 4-0 overwinning op Jong Ajax zijn eerste doelpunt voor de club. Het was een uitstekend seizoen voor Dordrecht, dat vierde eindigde en meedeed om de play-offs om promotie. Bronkhorst kwam in 35 wedstrijden in actie en was daarin goed voor zes goals.

### Excelsior
In augustus 2024 tekende Bronkhorst een contract voor één seizoen bij Excelsior, met een optie voor nog een seizoen. 

## Statistieken
| Seizoen                     | Club            | Competitie     | Competitie | Competitie | Beker | Beker | Overig | Overig | Totaal | Totaal |
| Seizoen                     | Club            | Competitie     | Wed.       | Dlp.       | Wed.  | Dlp.  | Wed.   | Dlp.   | Wed.   | Dlp.   |
| --------------------------- | --------------- | -------------- | ---------- | ---------- | ----- | ----- | ------ | ------ | ------ | ------ |
| 2017/18                     | Koninklijke HFC | Tweede divisie | 17         | 0          | 1     | 0     | 0      | 0      | 18     | 0      |
| 2018/19                     | Telstar         | Eerste divisie | 3          | 0          | 1     | 0     | 0      | 0      | 4      | 0      |
| 2019/20                     | Telstar         | Eerste divisie | 19         | 1          | 2     | 0     | 0      | 0      | 21     | 1      |
| 2020/21                     | Telstar         | Eerste divisie | 33         | 10         | 1     | 0     | 0      | 0      | 34     | 10     |
| 2021/22                     | N.E.C.          | Eredivisie     | 12         | 0          | 3     | 0     | 0      | 0      | 15     | 0      |
| 2022/23                     | N.E.C.          | Eredivisie     | 4          | 0          | 2     | 0     | 0      | 0      | 6      | 0      |
| 2023/24                     | FC Dordrecht    | Eerste divisie | 31         | 5          | 2     | 0     | 2      | 1      | 35     | 6      |
| 2024/25                     | Excelsior       | Eerste divisie | 37         | 3          | 3     | 0     | 0      | 0      | 40     | 3      |
| Carrièretotaal              | Carrièretotaal  | Carrièretotaal | 156        | 19         | 15    | 0     | 2      | 1      | 166    | 20     |
| Bijgewerkt op 25 juni 2025. |                 |                |            |            |       |       |        |        |        |        |

1 Raatsie ·
2 Bronkhorst ·
3 Pierie ·
4 Warmerdam ·
5 Widell ·
6 Blomme ·
7 Fini ·
8 Tielemans ·
9 Omorowa ·
10 Duijvestijn  ·
11 Booth ·
12 Zagré ·
14 Rosario ·
15 Naujoks ·
16 Mattheij ·
17 Martens ·
19 Groen ·
20 Hartjes ·
21 Donkor ·
22 De Almeida Reis ·
23 Hatenboer ·
24 Eijgenraam ·
26 Zandbergen ·
26 Nedd ·
28 Middendorp ·
28 Olivacce ·
29 Van Duinen ·
30 Sanches Fernandes ·
31 Cairo ·
32 De Moes ·
33 Bergraaf ·
35 Oetoehganal ·
38 Kuiper ·
40 Holla ·
40 Danquah ·
Coach: Den Uil
· Assistent-coach: Breuer
· Assistent-coach: Koster
· Assistent-coach: Verhaar
· Keeperstrainer: Graafland